# Fritz Hammel
Fritz Hammel (* 24. Juni 1958 in Linz) ist ein österreichischer Theater-, Film- und Fernsehschauspieler und Regisseur. Er hatte Engagements unter anderem bei den Bregenzer Festspielen, den Salzburger Festspielen, am Linzer Landestheater, am Landestheater Innsbruck, am Theater in der Josefstadt und am Wiener Volkstheater.
Er drehte zahlreiche Filme, darunter Das weite Land (Regie von Luc Bondy), Die Skorpionfrau (Regie: Susanne Zanke) und die Literaturverfilmung Die Strudlhofstiege (Regie: Georg Madeja). 2004 wirkte Hammel in der zweiten Staffel der Serie 18 – Allein unter Mädchen mit, die bei ProSieben ausgestrahlt wurde.

## Theater
Auswahl
- Tom Kempinski „Zündstoff“ (Santo, dafür Karl-Skraup-Preis, 1988/89)
- Karl Schönherr „Glaube und Heimat“ (Peter Rott, 1989)
- Felix Mitterer „Die Kinder des Teufels“ (Dreckstierer, 1990)
- Trevor Griffiths „Komiker“ (Patel, 1991)
- Elfriede Jelinek „Was geschah, nachdem Nora ihren Mann verlassen hatte“ (Sekretär, 1992)
- Franz Grillparzer „Weh dem, der lügt!“ (Atalus, 1992)
- Werner Schwab „Volksvernichtung oder Meine Leber ist sinnlos“ (Hermann Wurm, 1992)
- Brian Friel „Lughnasa – Zeit des Tanzes“ (Gerry, 1994)
- Elfriede Jelinek „Clara S.“ (Robert S., 1994)
- Marlene Streeruwitz „New York.New York.“ (Taubstummer, 1994)
- Ödön von Horváth „Zur schönen Aussicht“ (Max, 1994)
- Jaroslav Hašek „Schwejk“ (Lukasch, 1995)
- William Shakespeare „Maß für Maß“ (Claudio, 1996)
- Arthur Schnitzler „Anatol“ (Anatol, 1996)
- Terrence McNally „Meisterklasse“ (Bühnenarbeiter, 1997)
- Arthur Schnitzler „Der einsame Weg“ (Felix, 1997)
- Ödön von Horváth „Geschichten aus dem Wiener Wald“ (Alfred, 1998)
- David Hare „Amy’s Welt“ (Dominic, 1999)
- Ödön von Horváth „Das Fräulein Pollinger“ (mehrere Rollen, 1999)
- Biljana Srbljanović „Familiengeschichten. Belgrad“ (Vojin, 2000)
- Bertolt Brecht „Der gute Mensch von Sezuan“ (Wang, 2000)
- Marlene Streeruwitz „Waikiki-Beach.“ (Rudolf Hofrichter, 2001)
- Martin Crimp „Angriffe auf Anne“ (2001)
- Antonio Fian „Das Phantom von Europa“ (2001)
- Franzobel „Mayerling“ (Bratfisch, 2001)
- „Liebe. 4 Komödien von Arthur Schnitzler“ (Gilbert, Edgar Gley, Dr. Guido Wernig, 2001)
- „Man lebt vom Geld und nicht von der Liebe“, Nestroycollage (2001/02)
- Oliver Bukowski „Naturfreunde“ (2001/02)
- Georg Büchner „Woyzeck“ (Doktor, 2001/02)
- Marie Jones „Steine in den Taschen“ (2002/03)
- Johann Nestroy „Eisenbahnheirathen“ (Patzmann, 2002/03)
- Sophokles „Antigone“ (Wächter) (2003/04)
- Dorothy Lane „Happy End“ (Sam Worlitzer, 2004/05)
- Wolfgang Bauer „Change“ (Reicher, 2004/05)
- Johann Nestroy „Nur Ruhe!“ (Walkauer, 2004/05)

Festspiele
- Salzburg
  - „Der Alpenkönig und der Menschenfeind“, Rolle: August

- Bregenz
  - „Der Mann von Welt“ Goldoni, Rolle: Momolo
  - „Soliman“ Ludwig Fels, Rolle: Baron

- Sommerspiele (Auswahl)
  - Bad Hersfeld: „Pension Schöller“, Rolle: Phillipp Klapproth
  - Kobersdorf: „Der eingebildete Kranke“, Rolle: Argan
  - Sommerspiele Perchtoldsdorf: „Der Revisor“, Rolle: Stadthauptmann
  - Kobersdorf: „Der Zerrissene“, Rolle: Herr von Lips
  - Theatersommer Haag: „Ein seltsames Paar“, Rolle: Oscar
  - Theatersommer Haag: „Der Nackte Wahnsinn“, Rolle: Lloyd Dallas
  - Wald4tler Hoftheater: „Der Bauer als Millionär“, Rolle: Fortunatus Wurzel

## Filmografie (Auswahl)
- 1989: Die Skorpionfrau
- 1991: Die Strauß-Dynastie (Fernsehmehrteiler)
- 1994: Etwas am Herzen
- 1996: Katharina die Große (Catherine the Great)
- 2001: Dolce Vita & Co (Fernsehserie)
- 2005: Change
- 2006: Arme Millionäre (Fernsehserie)
- 2006: SOKO Donau (Fernsehserie, Gastauftritt)
- 2007: 18 – Allein unter Mädchen (Fernsehserie)
- 2009: Wer hat Angst vorm schwarzen Mann?
- 2010: Heimat zu verkaufen
- 2011: Der Mann mit dem Fagott
- 2011: Lollipop Monster
- 2014: Landkrimi – Alles Fleisch ist Gras

## Privates
Fritz Hammel war bis vor einigen Jahren mit der Journalistin Marga Swoboda liiert. Sie haben zwei gemeinsame Kinder.

## Auszeichnungen (Auszug)
- 1988/1989: Karl-Skraup-Preis für schauspielerische Leistung
- 2008 Preis der internationalen Bodenseekonferenz für die Inszenierung von „König Jool der Letzte“